# The Gits
The Gits was een Amerikaanse punkband opgericht in 1986. De leden van The Gits waren zangeres Mia Zapata, gitarist Joe Spleen (geboren als Andy Kessler), bassist Matt Dresdner en drummer Steve Moriarty. De band werd in 1993 opgeheven na de moord op Mia Zapata.

## Geschiedenis
De leden van The Gits hadden elkaar ontmoet op de Antioch College in Yellow Springs in Ohio. Zij vormden in 1986 een band genaamd “Snivelling Little Rat Faced Gits”, wat verwees naar een sketch van Monty Python, maar kort daarna veranderde ze de naam naar “The Gits”. In 1988 namen zij een (onofficiële) debuutalbum op, genaamd Private Lubs, die op kleine schaal werd uitgebracht. In 1996 is dit album opnieuw uitgebracht onder de titel Kings & Queens.
In 1989 verhuisden de leden van The Gits naar Seattle, waar zij samenwoonden in een huis, die zij “the Rathouse” noemden. De bandleden van The Gits waren bevriend met veel andere bands in Seattle, waaronder L7. De eerste officiële publicatie van de band was de single Precious Blood in 1990. In 1991 werden de singles Second Skin en Spear & Magic Helmet uitgebracht. In 1992 werd hun officiële debuutalbum Frenching the Bully uitgebracht.

### Moord op Mia Zapata
In de nacht van 7 juli 1993 werd Mia Zapata op gewelddadige wijze verkracht en vermoord toen ze naar huis liep vanuit een café. De overgebleven bandleden huurden een privédetective in door middel van geld opgehaald met benefietconcerten en cd-verkoop om het politieonderzoek te helpen. In verschillende Amerikaanse Tv-shows over onopgeloste misdaden werd aandacht besteed aan de moord op Zapata, maar dit leidde niet tot bruikbare aanwijzingen. In 2003 werd Jesus Mezquia gearresteerd dankzij DNA-onderzoek. Het DNA-profiel van Mezquia werd in een DNA-databank ingevoerd nadat hij in 2002 was gearresteerd voor een inbraak. Hierdoor werd een connectie gevonden met het DNA-profiel uit speekselresten dat gevonden waren op het lichaam van Zapata. Op 25 maart 2004 werd Mezquia veroordeeld voor de moord op Zapata met een gevangenisstraf van 36 jaar.

### Nasleep
Na de moord op Zapata werd door haar vrienden de organisatie Home Alive opgericht met geld opgehaald door het organiseren van benefietconcerten, waar onder andere Nirvana, Pearl Jam, Heart en de The Presidents of the United States of America speelden. Home Alive gaf zelfverdedigingcursussen aan vrouwen. De organisatie werd in 2010 opgeheven.
De overgebleven leden van The Gits begonnen samen met zangeres Joan Jett in 1995 de band Evil Stig om geld op te halen voor het privéonderzoek naar de moord op Zapata. De naam “Evil Stig” is “Gits Live” achterwaarts geschreven. Er werd ook de cd Evil Stig uitgegeven om geld op te halen. Joe Spleen, Matt Dresdner en Steve Moriarty begonnen de nieuwe band Dancing French Liberals of ’48. 
De band 7 Year Bitch – die bevriend waren met The Gits – noemden in 1994 hun album ¡Viva Zapata! naar Mia Zapata. The Gits komen voor in de documentaire Hype! uit 1996 dat gaat over de muziekscene in Seattle. In 2008 werd een documentaire over The Gits uitgebracht met de titel The Gits.

## Discografie

### Albums
- Frenching the Bully (1992)
- Enter: The Conquering Chicken (1993)

### Compilaties
- Kings & Queens (1996)
- Seafish Louisville (2000)
- Best of The Gits (2008)

### Singles
- Precious Blood, inclusief Seaweed and Kings & Queens (1990)
- Second Skin, inclusief Social Love (1991)
- Spear And Magic Helmet; inclusief While You're Twisting, I'm Still Breathing (1991)